# Trương Nghệ Hưng
Trương Nghệ Hưng (giản thể: 张艺兴; phồn thể: 張藝興; bính âm: Zhāng Yìxìng, sinh ngày 7 tháng 10, 1991), còn được biết đến với nghệ danh Lay (tiếng Hàn Quốc: 레이) hoặc Lay Zhang, là một nam ca sĩ, nhạc sĩ, nhà sản xuất âm nhạc, vũ công và diễn viên người Trung Quốc. Anh ra mắt với tư cách là thành viên của nhóm nhạc nam nổi tiếng Hàn-Trung EXO và nhóm nhỏ EXO-M do SM Entertainment thành lập và quản lý vào năm 2012. Anh trở nên nổi tiếng sau khi tham gia vào các chương trình tài năng ở Trung Quốc Star Academy vào năm 2005. Tháng 1 năm 2015, Lay được Baidu xếp hạng thứ 5 trong "Top 10 người nổi tiếng nhất được yêu thích nhất năm 2014". Tháng 9 năm 2015, anh phát hành cuốn tự truyện của mình mang tên "Đứng vững tuổi 24" (Standing Firm At 24), đã phá vỡ nhiều kỷ lục sách trực tuyến. Tháng 1 năm 2018, anh làm giám khảo cho chương trình Idol Producer (tức Produce 101 phiên bản Trung) nhận được rất nhiều sự công nhận từ khán giả xem chương trình. Hiện tại, anh đang là dàn cast chính của show thực tế nổi tiếng được yêu thích nhất - Go Fighting! (Thử Thách Cực Hạn) cùng bang đàn ông: Tôn Hồng Lôi, Huỳnh Lỗi, Vương Tuân, Hoàng Bột và La Chí Tường.
Vào ngày 25 tháng 4, một studio cá nhân được thành lập cho các hoạt động solo của Lay tại Trung Quốc do công ty SM Entertainment quản lý. Lay trở thành nghệ sĩ Trung Quốc đầu tiên có sự phát triển độc lập ngay tại Trung Quốc trong 26 năm kể từ khi thành lập SM. Sau khi về nước, anh hoạt động solo dưới nghệ danh Trương Nghệ Hưng.
Vào tháng 9 năm 2017, anh đứng ở vị trí thứ 20 trong Danh sách 100 người nổi tiếng Trung Quốc năm 2017 của Forbes với thu nhập ước tính 120 triệu nhân dân tệ.

## Tiểu sử
Trương Nghệ Hưng được sinh ra vào ngày 7 tháng 10 năm 1991 tại thành phố Trường Sa, tỉnh Hồ Nam, Trung Quốc.
Vai diễn đầu tiên được biết đến của anh là năm sáu tuổi, đóng vai Hoan Hoan trong bộ phim truyền hình Trung Quốc năm 1998 We The People.
Năm 2000, khi chín tuổi, Lay tham gia một chương trình truyền hình Trung Quốc với tư cách là thành viên câu lạc bộ fan hâm mộ của ca sĩ kiêm diễn viên người Đài Loan, Jimmy Lin Lâm Chí Dĩnh, đây là cơ hội cho anh tiếp xúc với ngành công nghiệp giải trí.
Lay bắt đầu sự nghiệp với tư cách là ngôi sao nhí sau khi giành vị trí thứ 3 trong một cuộc thi do chương trình truyền hình Star Academy có trụ sở tại Hồ Nam tổ chức năm 2005. Anh cũng xuất hiện trong một tập của chương trình tạp kỹ của Yue Ce Yue Xin Kai và Liu Na, Na Ke Bu Yi Yang trong khoảng thời gian từ 2005 đến 2006.
Vào tháng 4 năm 2006, anh đã thử vai cho một vai chính trong phim The Duke of Mount Deer của Trương Kỷ Trung, nhưng đã không giành được vai diễn mặc dù vào chung kết.
Năm 2008, Lay đã thử giọng cho SM Entertainment tại buổi thử giọng toàn cầu của công ty tại Trường Sa. Vào thời điểm thử giọng, anh ấy 16 tuổi và đang học tại trường Trung học gắn liền với Đại học Sư phạm Hồ Nam, nơi anh ấy nổi bật như một học sinh xuất sắc vì thành tích của mình.
Sau buổi tuyển chọn toàn cầu của SM Entertainment, Lay trở thành thực tập sinh của công ty vào năm 2008 và chuyển đến Seoul (Hàn Quốc) bắt đầu chuỗi ngày làm thực tập sinh tại công ty.
Năm 2011, trước khi ra mắt cùng với EXO, Lay từng biểu diễn vũ đạo thay cho Kim Jong-hyun, thành viên nhóm nhạc nam SHINee, trong chuyến lưu diễn SHINee World của nhóm.
Anh được Fan nhắc tới với rất nhiều biệt danh: Tiểu Miên Dương, Đản Đản, Niềm tự hào nhỏ của Trường Sa, Trương PD, Mr Balance, Balance Man hay Dream Man.

## Sự nghiệp

### 2012–16: Ra mắt với EXO

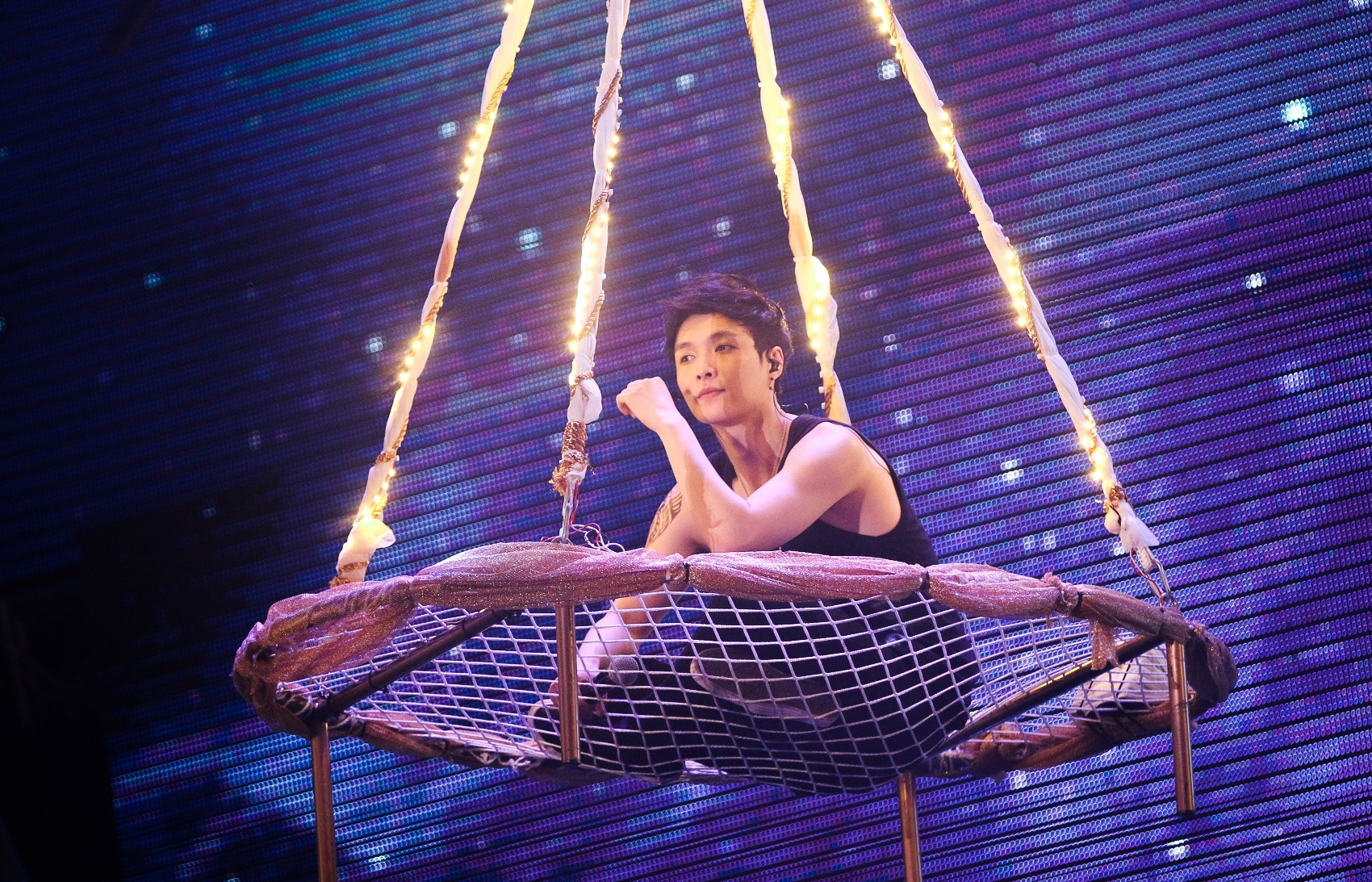
Lay trong chuyến lưu diễn The Lost Planet của EXO tại Jakarta vào tháng 9 năm 2014

Lay được công bố là thành viên chính thức thứ năm của EXO vào ngày 17 tháng 1  trong một video có tên "Phoenix". Sau khi phát hành đĩa đơn "What Is Love" và "History" vào năm 2012, anh và mười một thành viên khác đã tổ chức buổi giới thiệu trước khi ra mắt tại sân vận động Olympic của Seoul vào ngày 31 tháng 3.
Nhóm đã ra mắt vào ngày 8 tháng 4 năm 2012 với ca khúc chủ đề "MAMA" và buổi biểu diễn đầu tiên của EXO-M tại Trung Quốc đã được truyền hình công khai tại Lễ trao giải Yinyue Fengyun Bang lần thứ 12.
Năm 2014, anh tự sáng bài hát "I'm Lay" cho màn biểu diễn solo của mình trong chuyến lưu diễn độc lập đầu tiên The Lost Planet của EXO. Sau đó cũng vào năm 2014, anh ấy đã trình diễn một bài hát tự sáng tác khác có tên "I'm Coming" trong một chương trình truyền hình cuối năm đặc biệt trên đài truyền hình Hồ Nam.
Anh cũng xuất hiện với vai trò MC/thành viên tham gia các chương trình truyền hình thực tế: MC của chương trình <Music Billboard Charts>, <Global Chinese Music Charts>, và tham gia vào <Star Chef>, <Star Room Escape>, <Generation Show> cùng với các chương trình thực tế khác.
Tháng 8/2014, Lay tham gia chương trình tạp kỹ đầu tiên của mình, Star Chef với tư cách là một diễn viên.
Ngày 7/10, trở thành idol Trung Quốc đầu tiên có một khu rừng ở Hàn Quốc được đặt theo tên của mình. Khu rừng 765 cây xanh được trồng ở Cheonggyecheon - Seoul đã mang lại bóng mát nghỉ ngơi cho mọi người.

### 2015: Studio cá nhân và khởi đầu sự nghiệp diễn xuất

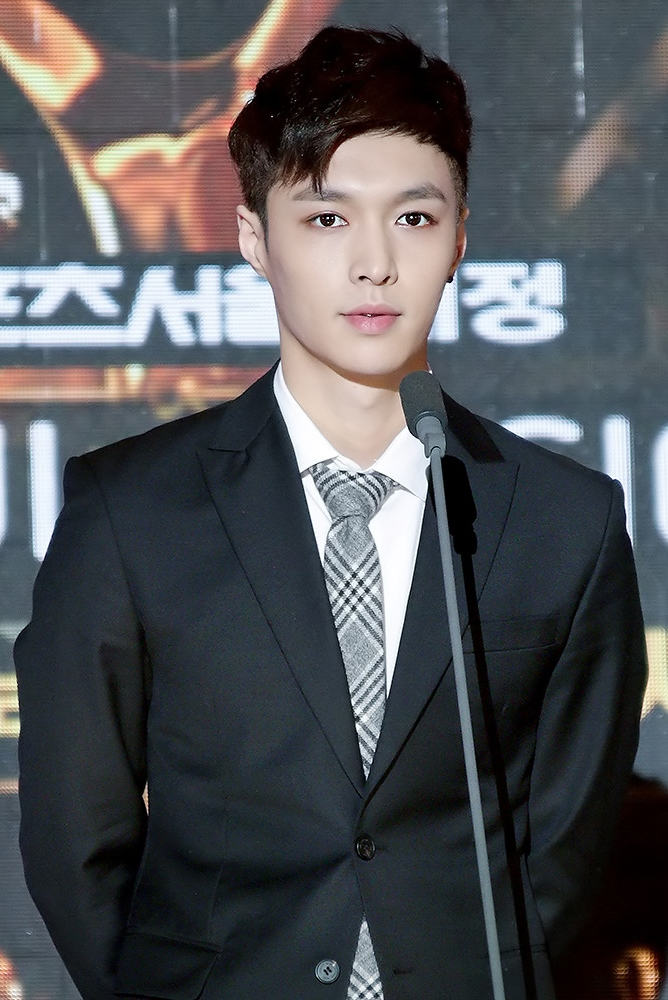
Lay tại lễ trao giải Seoul Music Awards lần thứ 24 vào tháng 1 năm 2015

Năm 2015, anh cùng các thành viên trong nhóm là Chanyeol và Chen sáng tác bài hát "Promise" nằm trong phiên bản phát hành lại Love Me Right của album phòng thu thứ hai Exodus của EXO. Anh đã viết lời cho phiên bản tiếng Trung, trong khi phiên bản tiếng Hàn được Chen và Chanyeol đồng sáng tác.
Ngày 11 tháng 2, anh làm MC cho Web Gala mùa xuân của CCTV.
Ngày 15 tháng 3, tập Happy Camp có sự tham gia của Zhang Yixing được phát sóng với tỷ suất người xem phá kỷ lục 2 năm trước đó, hiện kỷ lục của tập này vẫn chưa bị phá.
Tháng 4 năm 2015, SM Entertainment công bố là đã thành lập một studio riêng cho các hoạt động cá nhân của anh tại Trung Quốc vào ngày 31 tháng 3.
Tháng 5 năm 2015, Lay bắt đầu tham gia chương trình truyền hình Trung Quốc Go Fighting! được phát sóng trên kênh Dragon TV.
Ngày 23 tháng 6, Lay đã giành chiến thắng trong chiến dịch bầu chọn trực tuyến "Star Smile, Smile to New York" do ZUK Mobile khởi xướng. Anh trở thành "Người nổi tiếng có nụ cười ảnh hưởng tới New York". Được vinh dự xuất hiện trên 12 màn hình lớn của Quảng trường Thời đại ở New York, chiếm lĩnh "ngã tư thế giới" trong 10 ngày, truyền nụ cười và năng lượng tích cực cho thế giới.
Ngày 18 tháng 8, Ạnh đã tham gia bộ phim truyền hình đầu tiên của mình "Mr. Good", chính thức xuất hiện trên poster trong vai Tiểu Cái.
Ngày 18 tháng 9 năm 2015, Lay cho phép đặt trước phiên bản giới hạn của cuốn tự truyện "Đứng vững tuổi 24" (Standing Firm At 24). Anh đã phá vỡ nhiều kỷ lục bán hàng trực tuyến với trong vòng 24 phút đã có 68.537 bản được đặt trước, trung bình 50 bản mỗi giây. Cuốn sách được phát hành chính thức vào ngày 7 tháng 10. Với chưa đầy ba tháng bán 1,4 triệu tiền bản quyền, Lay đã giành vị trí thứ 4 trong "Danh sách nhà văn nổi tiếng thứ 10 của Trung Quốc", trở thành tác giả nổi tiếng trẻ nhất lọt vào bảng xếp hạng. Anh cũng là nhà vô địch năm 2015 trong BXH "Doanh số bán sách nổi tiếng hàng năm" và đã giành vị trí cao nhất của BXH "Sách hay nhất châu Á", hai lần trong bảng xếp hạng hàng tháng và sáu lần cho bảng xếp hạng hàng tuần. Cuốn sách cũng nằm trong bảng xếp hạng danh sách của Rakuten, với 400.000 bản được bán trong vòng sáu tháng.
Cũng trong ngày 7 tháng 10, anh được công bố là sẽ thủ vai nam chính trong bộ phim điện ảnh Hàn - Trung Quốc Unexpected Love bên cạnh Krystal,  poster được tiết lộ trong Cannes Film Festival.
Ngày 7 tháng 10, tại bữa tiệc sinh nhật vào sinh nhật lần thứ 24, anh lần đầu tiên biểu diễn công khai nguyên bản rất nhiều các sáng tác do anh tự viết: <MYM>, <Beautiful Day>, <Dancing Young>, <Alone>,....
Ngày 10 tháng 10, là nghệ sĩ Trung Quốc đầu tiên được biểu diễn và có màn biểu diễn solo tại Gocheok Sky Dome.
Ngày 12 tháng 10, được vinh dự mời đến lễ kỷ niệm 30 năm của hãng Air Jordan.
Ngày 14 tháng 10, là nghệ sĩ đầu tiên được biểu diễn bài hát tự sáng tác tại giờ nghỉ half-time của giải đấu NBA Global tại Trung Quốc.
Ngày 5 tháng 11, tham dự lễ hội làm đẹp Thời Trang COSMO 2015 và giành giải thưởng Thần tượng đẹp của năm.
Ngày 6 tháng 11, Lay xuất hiện lần đầu tiên trên màn ảnh rộng với vai phụ Lý Tương Hách trong bộ phim điện ảnh Trung Quốc Ex Files 2: The Backup Strikes Back. Đây là một bộ phim ăn khách, đạt doanh thu 2 tỷ trong vòng 10 ngày kể từ ngày phát hành. Vai diễn này đã giúp anh giành chiến thắng ở hạng mục Diễn viên nam phụ xuất sắc nhất tại Liên hoan phim Trung Quốc - Anh năm 2016. Anh cũng đã sáng tác và thể hiện bài hát "Alone" làm nhạc phim cho bộ phim. Bài hát đạt vị trí số một trên Bảng xếp hạng âm nhạc của Baidu, và sau đó giành giải thưởng Nhạc phim gốc hay nhất tại Giải thưởng âm nhạc hàng đầu Trung Quốc lần thứ 16 và Giải thưởng V-chart lần thứ 4.
Ngày 12 tháng 11, đội tuyển nam Trung Quốc đã mở ra vòng loại FIFA World Cup ở Trường Sa và Lay là nghệ sĩ hát dẫn quốc ca để cổ vũ cho bóng đá quốc gia.
Ngày 15 tháng 11, tham dự Liên hoan giải trí "Gió từ phía Đông đến" và giành giải thưởng Tiên phong Âm nhạc hàng năm.
Ngày 4 tháng 12, tham gia diễn xuất bộ phim "Đứa con đến từ thiên đường" và trình bày ca khúc nhạc phim "Thanh xuân hạnh phúc".
Ngày 31 tháng 12, biểu diễn "Dancing Young" và "MYM" tự sáng tác trong bữa tiệc đón năm mới của đài truyền hình Đông Phương.
Tháng 11 năm 2015, Lay thủ vai chính Lạc Ý trong bộ phim điện ảnh Trung Quốc Oh My God do Chương Tử Di sản xuất và Trần Chính Đạo đạo diễn. Anh cũng cùng hai bạn diễn Khương Văn và Lý Tiểu Lộ thể hiện bài hát nhạc phim "Happy Youth". Bài hát đã đứng vị trí thứ tám trên Bảng xếp hạng Billboard V.

### 2016: Hoạt động với tư cách ca sĩ, diễn viên solo
Tháng 1/2016, Lay cùng các thành viên của Go Fighting! tham gia bộ phim điện ảnh Trung Quốc Royal Treasure.
Ngày 11 tháng 1, được mời làm người phát ngôn đầu tiên của thời trang đường phố Hàn Quốc "Pancoat" Asia.
Tháng 4/2016, anh được trao giải Bài hát nhạc phim được yêu thích nhất và Nghệ sĩ mới được yêu thích nhất tại lễ trao giải Top Chinese Music Awards lần thứ 16.
Ngày 9 tháng 4, Lay đã giành giải thưởng "Ca khúc phim được yêu thích nhất trong năm" thường niên lần thứ 16 (cá nhân) và giải thưởng "Người mới nổi tiếng nhất trong năm".
Ngày 17 tháng 4, Lay trở thành người phát ngôn hình ảnh đầu tiên của Tmall International, một thương hiệu của Tập đoàn Alibaba.
Tháng 5/2016, Lay xuất hiện lần đầu tiên trên màn ảnh nhỏ với vai Thái Minh Tuấn trong bộ phim truyền hình Trung Quốc To Be A Better Man. Anh cũng phát hành bài hát tiếng Trung "Monodrama" (bản ballad tự sáng tác) thuộc dự án âm nhạc Station của SM Entertainment. Bài hát được chính anh sáng tác cùng với Divine Channel, đã rất thành công ở Trung Quốc và đứng đầu bảng xếp hạng Billboard China's V Chart trong 5 tuần liên tiếp.
Sau đó Lay thủ vai chính Nhị Nguyệt Hồng trong bộ phim truyền hình Trung Quốc Lão Cửu Môn. Phim đã đứng đầu trong xếp hạng truyền hình và lập kỷ lục về số lượt xem trực tuyến nhiều nhất thu được trong một ngày và đã tích lũy được hơn 12 tỷ lượt xem.
Tháng 7/2016, Lay được Liên đoàn Thanh niên Cộng sản Trung Quốc (CYLC) của Trường Sa bổ nhiệm làm đại sứ công khai, người nổi tiếng đầu tiên giữ danh hiệu đó.
Tháng 10/2016, Lay trở thành thành viên đầu tiên của EXO thực hiện solo debut ở cả Hàn Quốc và Trung Quốc cùng một lúc. Lay bắt đầu hoạt động với tư cách ca sĩ solo với bài hát "What U Need" nằm trong album đầu tay được phát hành trước vào đúng ngày sinh nhật anh 7/10. "What U Need" đậm chất Dance mang lại cảm giác vui tươi, sôi động. Bài hát đạt vị trí thứ tư trên BXH China V Chart và Billboard's World Digital Songs. Anh đã biểu diễn bài hát lần đầu tiên vào ngày 10 tháng 10 tại Liên hoan bài hát châu Á 2016 ở Busan, Hàn Quốc.
Ngày 27/10/2016, Mini Album "Lose Control" của Lay được phát hành gồm 5 bài "Lose Control, What U Need, Tonight, Relax, MYM". Đây là dấu mốc quan trọng trong sự nghiệp âm nhạc của Lay. Anh đã tham gia vào việc sản xuất album với tư cách là nhà sản xuất, và chịu trách nhiệm sáng tác, sắp xếp và viết lời cho mỗi bài hát - cũng như tự dịch lời bài hát sang ba ngôn ngữ khác ngoài tiếng Trung, bao gồm tiếng Anh, tiếng Hàn và tiếng Nhật. Bài hát "Lose Control" giữ vị trí số một trên BXH China V Chart của Billboard trong sáu tuần liên tiếp, và là một trong những video âm nhạc được xem nhiều nhất trên toàn thế giới. Bài hát cũng đạt vị trí thứ 4 trên bảng xếp hạng US World Album của Billboard, đứng thứ nhất trên các BXH nhạc số uy tín tại Trung Quốc như: YinYueTai VChart, Alibaba Chart,.... Lượng album đặt trước vượt qua 200.000 bản và số lượng bán ra hơn 500.000 bản đã đưa Lay trở thành ca sĩ Trung Quốc phá vỡ toàn bộ các kỷ lục của nghệ sĩ solo Hàn Quốc về doanh thu tiêu thụ ngày đầu tiên và đạt vị trí số 1 trên Bảng xếp hạng album Gaon. Ngoài ra, Lay là ca sĩ Trung Quốc duy nhất lọt Top 200 trên BXH toàn cầu của Itunes và Spotify với "Lose Control". Anh đã biểu diễn "Lose Control" lần đầu tiên trong chương trình âm nhạc The Show vào ngày 15 tháng 11.
Lay là ngôi sao đầu tiên có fan support xuất hiện trên bảng điện tử ngoài trời lớn nhất thế giới, đặt tại Thượng Hải.

### 2017: Trở thành một hiện tượng phổ biến

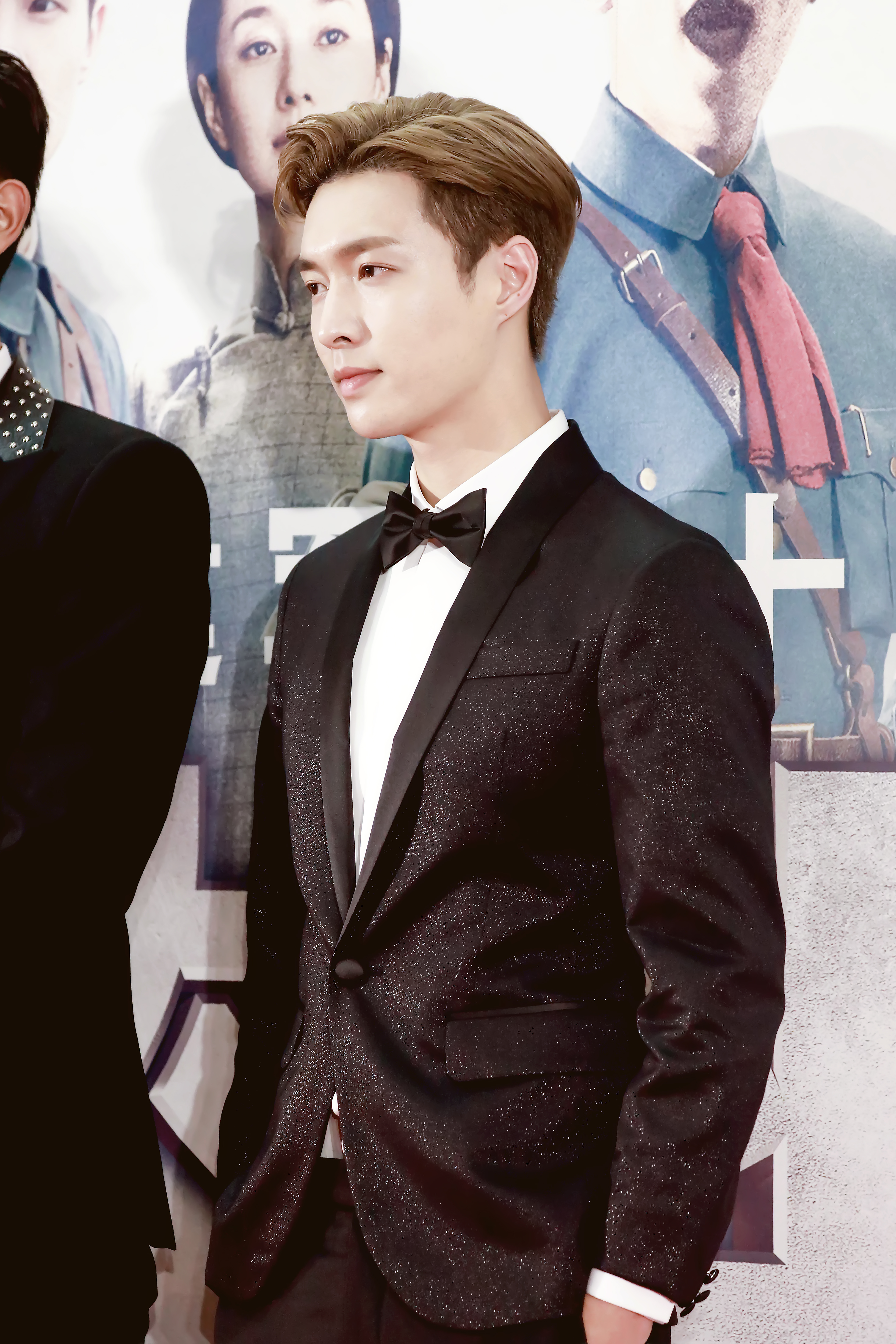
Lay tại họp báo phim The Founding of an Army vào tháng 7 năm 2017

Ngày 27/01, Lay xuất hiện lần đầu tiên tại Đêm hội mùa Xuân (Xuân Vãn) của CCTV và hát một bản song ca cùng với nam diễn viên Trung Quốc Tỉnh Bách Nhiên. Cùng tháng đó, anh tham gia bộ phim hành động Ấn Độ - Trung Quốc "Kung Fu Yoga" do Đường Quý Lễ (StanleyTong) đạo diễn cùng với Thành Long, đóng vai một trợ lý khảo cổ học.
Tháng 4, Lay đóng vai chính trong bộ phim Kiến quân đại nghiệp (The Founding of a Army) và được khen ngợi với vai diễn Lục Đức Minh.
Cùng thời điểm, tại lễ trao giải YinYueTai Lay đã nhận giải "Nghệ sĩ xuất sắc nhất" và "Album của năm".
Ngày 17/04/2017, bộ phim Cầu hôn đại tác chiến do anh đóng chính cùng với Trần Đô Linh dài 32 tập lên sóng đài Đông Phương. Bài hát nhạc phim "Pray" là do chính anh sáng tác và trình bày.
Vào tháng 7, Lay được tiết lộ là diễn viên lồng tiếng cho bộ phim hoạt hình Trung Quốc "Cars 3".
Ngày 28/08/2017, bảo tàng tượng sáp Madame Tussauds thông báo rằng họ sẽ tạo một bức tượng sáp đầu tiên của Lay tại Bắc Kinh.
Ngày 25/9, Lay phát hành video âm nhạc cho "I Need U", một bài hát đã được phát hành trước trong album "Lay 02 Sheep" của anh. Video âm nhạc được xếp hạng số một trên BXH Weibo Trung Quốc của Billboard.
Tháng 10, anh tiếp tục cho ra album thứ 2 mang tên "SHEEP". Vào ngày đầu tiên bán hàng kỹ thuật số, album đã phá vỡ 5 kỷ lục trên QQ Music: Gold, Double Gold, Triple Gold, Platinum và Diamond Record (5 triệu trong 9 giờ 11 phút). Album đã đạt được thành công vang dội khi trở thành album kỹ thuật số bán chạy thứ hai trong năm 2017 với 628.638 bản được bán, lọt top 9 Itunes toàn thế giới, là nghệ sỹ Trung Quốc đầu tiên có bài hát lọt top Itunes thế giới.
Buổi ra mắt album "2017 Zhang Yi Showcase" đã được tổ chức tại Trung tâm thủy sinh quốc gia Bắc Kinh vào ngày 12 tháng 10, nơi anh biểu diễn "I Need U", "Sheep" và các đĩa đơn khác.
Ngày 18/10/2017, bảo tàng tượng sáp Madame Tussauds Thượng Hải (Trung Quốc) đã trưng bày thêm tượng sáp nhân vật Nhị Nguyệt Hồng - Nhị gia trong bộ phim truyền hình Lão Cửu Môn do nam diễn viên, ca sĩ Trương Nghệ Hưng thủ vai, tượng sáp dựa vào hình ảnh thật của Lay. Đây cũng là lần thứ 2 bảo tàng Madame Tussauds trưng bày tượng sáp mang hình ảnh của anh.
Tháng 12/2017, anh phát hành album online "Winter Special Gift " như một món quà tặng người hâm mộ trên QQ Music và KuGou. Video âm nhạc của bài hát chính cho album, "Goodbye Christmas" cũng được phát hành cùng ngày. Trong vòng một ngày bán hàng kỹ thuật số, album đã phá vỡ bốn kỷ lục Vàng, Double Gold, Triple Gold và Platinum trên QQ Music. Album sau đó đã phá vỡ kỷ lục Diamond trên QQ Music.

### 2018: Ra mắt tại Mỹ

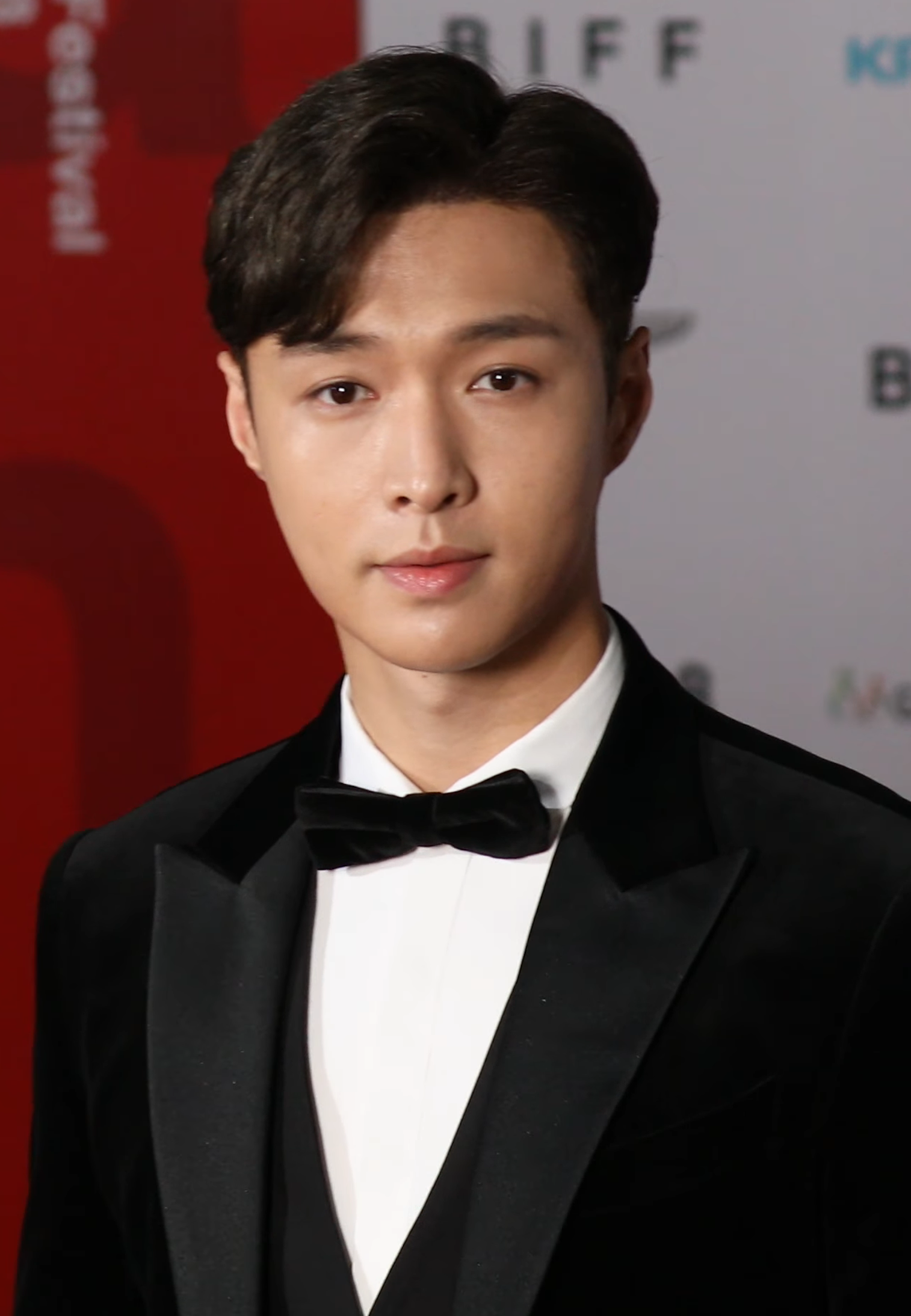
Lay tại lễ khai mạc Liên hoan phim Quốc tế Busan vào tháng 10 năm 2018

Tháng 1/2018, Lay tham gia chương trình thực tế Idol Producer I (Thực tập sinh thần tượng mùa 1) phát sóng online trên trang Iqiyi từ 19/01 cùng với [[Lý Vinh Hạo, MC Jin, Jackson Wang Vương Gia Nhĩ, Kyulkyung Châu Khiết Quỳnh và Cheng Xiao Trình Tiêu. Với vai trò là người dẫn chương trình đồng thời là người đại diện nhà sản xuất quốc dân, anh nhận được rất nhiều tình cảm và sự ủng hộ từ khán giả. Việc Lay đảm nhận vai trò là "Host" đã giúp chương trình trở nên “nghẹt thở” và hấp dẫn hơn, các thí sinh cũng vì sự nghiêm túc và kĩ tính của Host mà trở nên chuyên nghiệp luôn nỗ lực hết sức để mang đến phần trình diễn tốt nhất.
Ngày 15/01, Lay đã phát hành bài hát chủ đề "Everything Like You" cho bộ phim "I'm Beside You".
Tháng 4, Lay tham dự Gala Đêm hội mùa Xuân của đài CCTV, hợp ca cùng Hoàng Bột và Trần Vỹ Đình ca khúc "Vũ đài sáng nhất".
Ngày 20/6, Lay được mời tham dự show thời trang nam mùa xuân hè 2018 của Valentino tại Tuần lễ thời trang Paris. Đây là chuyến đi đầu tiên của anh đến Tuần lễ thời trang.
Tháng 7, anh tham dự một web series "The Tomb of Sea " của Tencent Video  với vai trò khách mời.
Ngày 03/08/2018, Lay và DJ nổi tiếng đình đám của Mỹ Alan Walker cùng biểu diễn trực tiếp bài "Sheep" tại Lollapalooza music festival, tổ chức tại Chicago (Show quy tụ hàng loạt nghệ sĩ tên tuổi khác của làng nhạc US UK như Bruno Mars, The National, Post Malone...). Đây là lần đầu tiên anh ra mắt tại Mỹ dưới tư cách là nghệ sĩ solo.
Ngày 31/08/2018, Sản phẩm âm nhạc mới mang tên "SHEEP (Alan Walker Relift)" do Lay hợp tác cùng Alan Walker được phát hành. Đây cũng chính là phiên bản mới của ca khúc "SHEEP" từng được Lay phát hành trong năm 2017.
Ngày 21/09/2018, báo chí Hàn Quốc và Trung Quốc đồng loạt đưa tin Lay (EXO) sẽ Mỹ tiến bằng một album mang tên "Namanana". Đĩa nhạc ra mắt thị trường lớn nhất thế giới của Lay được phát hành vào ngày 19/10 và do nam thần tượng trực tiếp tham gia sản xuất. Ngay khi mở pre-order, album "Namanana" đã được bán rất chạy và vào ngày 26/09 album đã lập tức đạt no.1 BXH bán chạy hạng mục "CD&Vinyl" của Amazon. "NAMANANA" đã hết hàng sau 4 lần liên tiếp mở pre-order trong ngày. Album của Lay có sự tham gia sản xuất của Bazzi - người được biết đến với ca khúc "Mine" và "Beautiful" kết hợp cùng Camila Cabello. Sản phẩm này đánh dấu một bước ngoặt lớn trong sự nghiệp của Lay khi đây là bước tiến đầu tiên của anh trên thị trường âm nhạc Mỹ.
Cùng với màn solo debut tại Bắc Mỹ, Lay cũng sẽ có website riêng cho thị trường này: www.yxuniverse.com.
Ngày 02/11, Lay trở về Hàn comeback cùng các thành viên EXO với ca khúc "Don't Mess Up My Tempo". "Don't Mess Up My Tempo" là album phòng thu thứ năm của nhóm nhạc EXO. Được phát hành vào ngày 2 tháng 11 năm 2018 bởi SM Entertainment. Đây là lần đầu tiên EXO trở lại với đầy đủ 9 thành viên kể từ album For Life (2016). Album bao gồm 4 phiên bản: Allegro, Moderato, Andante và Vivace (phiên bản giới hạn).  Album ra mắt ở vị trí số 1 trên Gaon Album Chart.
Ngày 06/11, Lay đã có một buổi giao lưu cùng fan (Fan Event) tại New York (Mỹ), giới thiệu về album "Namanana".
Tháng 12/2018, cùng với Thượng Văn Tiệp (Laure Shang) và Đại Trương Vỹ, Lay tham gia vào show thực tế RaveNow (Chương trình tìm kiếm tài năng âm nhạc điện tử Trung Quốc) với tư cách là cố vấn chính cho chương trình (Alan Walker là cố vấn khách mời). Chương trình được công chiếu trên Tencent Video vào ngày 01/12/2018.
Ngày 11/12/2018, "NAMANANA" đứng No.1 trên bảng xếp hạng của QQ Music về lượng Digital Album Sales ở cả bốn hạng mục: All-time, Daily, Weekly, Yearly. Đặc biệt "NAMANANA" đã phá vỡ kỷ lục album có lượng Sales nhiều nhất trong thời gian ngắn nhất là 57 ngày (kỷ lục trước đó là 61 ngày).
Ngày 18/12/2018, "Give me a chance" đạt No.1 trên QQ Music's 2018 The Annual List với 16,070,000 lượt bình chọn.
Ngày 19/12/2018, Lay vinh dự nhận giải thưởng quốc gia "Dự án ngành công nghiệp âm nhạc xuất sắc".
Ngày 20/12/2018, CBN Weekly công bố danh sách Top 100 Ngôi sao Trung Quốc có giá trị thương mại lớn nhất năm 2018 và Lay sếp thứ 4 trên 100 nghệ sĩ.
Ngày 28/12/2018, TC CANDLER công bố danh sách Top 100 gương mặt đẹp trai nhất thế giới năm 2018 và Lay đứng ở vị trí 18.
Bảo tàng tượng sáp Madame Tussauds Thượng Hải (Trung Quốc) cũng công bố tạo hình tượng sáp thứ hai của Lay được trưng bày tại Thượng Hải.

### 2019: Phát triển ổn định
Nối tiếp thành công mùa 1, Lay tiếp tục tham gia show Idol Producer mùa 2 với tư cách đại diện nhà sản xuất quốc dân cùng Lý Vinh Hạo, MC Jin, Thái Y Lâm, Từ Minh Hạo (The8), và After Journey. Chương trình chính thức lên sóng ngày 18/01/2019.
Ngày 17/01, bảo tàng tượng sáp Madame Tussauds thông báo Lay sẽ có một tượng sáp được trưng bày tại HongKong, chính thức ra mắt vào những ngày cuối tháng 2. Như vậy, Trương Nghệ Hưng là nghệ sĩ 9x đầu tiên có tổng cộng 4 tượng sáp được trưng bày tại bảo tàng tượng sáp Madame Tussauds (Bắc Kinh - Thượng Hải - HongKong), trong đó, 3 tượng sáp mô tả chính anh và một tượng sáp mô tả nhân vật Nhị Nguyệt Hồng dựa vào hình ảnh thật của anh.
Ngày 20/01/2019, Lay có màn trình diễn kết hợp siêu hoành tráng với rapper người Mỹ A$AP Ferge và DJ, nhà sản xuất và điều phối âm nhạc nổi tiếng tại Mỹ - Steve Aoki tại sự kiện Samsung Fan Event ở Thượng Hải - Trung Quốc. Ngay sau khi concert kết thúc, Lay và Steve Aoki cũng đã follow nhau trên instagram.
Ngày 11/02, Lay xuất hiện tại cả thảm đỏ và buổi lễ trao giải Grammy lần thứ 61 diễn ra tại Los Angeles với tư cách người đại diện của FM101 và là nghệ sĩ Trung Quốc duy nhất được mời tham dự lễ trao giải danh giá này.
Tối 15/02/2019, Lay cùng tham gia biểu diễn với Chung Hán Lương, Châu Đông Vũ, Địch Lệ Nhiệt Ba và nhóm Phượng Hoàng truyền kỳ tại Đêm hội mùa Xuân (Xuân Vãn) của CCTV 2019 (Spring Festival CCTV Rehearsal). Đây là đại nhạc hội sân khấu quy mô lớn nhất do đài trung ương Trung Quốc tổ chức hàng năm, hầu hết những nghệ sĩ được mời tham gia Gala đều hiểu đây là  một cơ hội lớn dành cho họ, và Lay vinh dự khi được mời tham gia Xuân Vãn 3 năm liên tiếp (2017, 2018, 2019).
Ngày 19/02, Teaser "Let's Shut up and Dance" được đăng tải trên kênh youtube 1thek khiến người hâm mộ vô cùng bất ngờ. Đây là sản phẩm âm nhạc quốc tế hợp tác giữa ngôi sao nổi tiếng người Mỹ Jason Derulo cùng Lay (EXO) và NCT 127, sản phẩm nằm trong dự án của ông Jerry Greenberg (chủ tịch 769 Entertainment’s Music Division) nhằm tưởng nhớ huyền thoại Michael Jackson nhân kỉ niệm sinh nhật lần thứ 60 của người. Jason Derulo được biết là một ca sĩ kiêm dancer nổi tiếng của US-UK, sở hữu hàng loạt ca khúc nổi tiếng như “Get Ugly” hay hit tỷ view “Swalla”. Single "Let's Shut up and Dance" được phát hành chính thức vào lúc 20h ngày 22/02/19.
Ngày 23/02/2019, "Let's shut up and dance" lên top iTunes USA với hai vị trí: Hạng 1 Dance Genre Music Video Chart (BXH MV thuộc thể loại nhạc Dance) và Hạng 2 All Genres MV Chart (BXH MV thuộc tất cả thể loại nhạc).
Ngày 28/02, Lay tham dự sự kiện tại bảo tàng tượng sáp Madame Tussauds, đồng thời công khai hình ảnh bức tượng sáp thứ tư của anh.
Ngày 04/3, Tạp chí Grazia China với trang bìa có sự xuất hiện của Lay cùng Poster phiên bản giới hạn đã bán hết chỉ trong vòng 53 giây. Cùng ngày, Studio Trương Nghệ Hưng thông báo Single "LoveBird" kết hợp giữa Lay và Far East Movement sẽ được phát hành vào ngày 15/3/2019.
Ngày 15/3, Show truyền hình thực tế Go Fighting! mùa 5 công bố dàn cast chính thức, Lay sẽ tiếp tục là thành viên chính thức cùng Huỳnh Lỗi, Vương Tuân, La Chí Tường, và các thành viên mới: Lôi Giai Âm, Nhạc Vân Bằng, Địch Lệ Nhiệt Ba.
Ngày 07/5 (06/5 theo giờ Mỹ), Hưng tham gia MET GALA 2019 - sự kiện thời trang đắt giá nhất hành tinh - được ví như Oscar của ngành thời trang, tại Metropilitan Museum of Art's Costune Institute (New York).
Trong năm 2019 này, CONCERT đầu tiên trong đời Lay sẽ được diễn ra, concert sẽ mang tên GRANDLINE. Những trạm đầu tiên được xác định tại các thành phố lớn, gồm Thượng Hải (06/7/2019), Trùng Khánh 914/7/2019), Nam Kinh (20/7/2019), HongKong (17/8/2019). Concert cũng sẽ được tổ chức tại Thái Lan vào ngày 25/8/2019.
Phòng làm việc của Trương Nghệ Hưng thông báo mở bán vé trạm đầu tiên ngày 27/5, sau đó studio xác nhận vé concert trạm đầu tiên tại Thượng Hải đã được bán hết sạch trong vòng 8 giây. Vé trạm Nam Kinh được mở bán vào ngày 31/5 và cũng nhanh chóng được bán hết trong vòng 25 giây.
Ngày 06/6, Studio thông báo EP "HONEY sẽ phát hành ngày 14/6 trên toàn thế giới. Pre-oder bắt đầu vào ngày 11/6.
Ngày 13/6, Phòng làm việc thông báo về kênh Youtube Channel riêng của Hưng (vốn đã được mở vào 07/12/2018): https://www.youtube.com/channel/UCROoY31pgrU66oSzkYdWWmw
Ngày 11/6, trong vòng 60 giây mở bán Pre-Sale, lượt mua đạt 10 triệu NDT (~ 33 tỉ 550 triệu VNĐ). Trong vòng 180 giây, lượt mua đạt 15 triệu NDT (~50 tỉ VNĐ). Trong vòng 3 phút, lượng Album bán được hơn 1.800.000 bản copies, doanh số thu về hơn 50 tỉ VNĐ. HONEY đạt chứng nhận "Hall of fame gold diamond" (Chứng nhận danh vọng Đĩa kim cương vàng)
Ngày 14/6, album thứ tư của Hưng chính thức được phát hành mang tên HONEY. Lần này, mini album phát hành bản nhạc số (Digital) và không có bản album cứng có CD và Poster (Physical), bao gồm 4 ca khúc: HONEY (和你), BAD (坏的), AMUSEMENT PARK (游乐园), và 和你 (HONEY).
Sau khi phát hành trên QQ music, album nằm chễm trệ ngay trên vị tri Number 1 BXH Ngày, Tuần, Năm; vị trí Number 6 BXH Tổng và vị trí thứ 2 trên bảng xếp hạng Album Itunes.
Sau 3 ngày Pre-Sale và phát hành chính thức ngày 14/6, HONEY đã đạt doanh số 68 tỉ VNĐ, tương đương với hơn 2.500.000 album nhạc số được bán ra (chỉ tính trên QQ Music).
Tối ngày 14/6, tại MaCao, Hưng tham gia lễ trao giải Hoa Đỉnh lần thứ 25 và vinh dự được nhận giải thưởng Nam diễn viên phụ xuất sắc nhất với vai diễn Tiểu Hưng trong bộ phim THE ISLANDS do Hoàng Bột sản xuất.
11/2019, TC CANDLER công bố danh sách Top 100 gương mặt đẹp trai nhất thế giới năm 2019 và Lay đứng ở vị trí 12.
Ngày 7/10 năm 2020, Trương Nghệ Hưng tuyên bố chính thức thành lập công ty để dào tạo cho luyện tập viên riêng của chính mình. Công ty mang tên "Chromosome Entertainment Group" chính thức hoạt động từ năm 2020 và đã tuyển được nhóm luyện tập viên đầu tiên của mình.

## Các hoạt động nghệ thuật khác
Vào tháng 7 năm 2016, Lay được Đoàn Thanh niên Cộng sản Trung Quốc (CYLC) của Trường Sa bổ nhiệm làm đại sứ công khai, là người nổi tiếng đầu tiên giữ danh hiệu đó. Từ đó, (14/7/2019) anh tiếp tục là đại sứ HongKong (17/8/2019)i Concert cũng sẽ được tổ chức tại Thái Lan vào ngày 25/8/2019. trong ba năm liên tiếp.
Vào tháng 10 năm 2017, Lay đã ký hợp đồng với phó chủ tịch của Tập đoàn giải trí âm nhạc Tencent nơi anh trở thành thành viên của "Music + Plan" (Music +) cùng với TFBoys, Vương Lực Hoành và các nghệ sĩ khác.
Vào tháng 9 năm 2018, Lay đã ký một thỏa thuận với Easy Entertainment, theo đó studio cá nhân của anh sẽ hợp tác với Easy Entertainment để tạo ra một nhóm quản lý mới để quản lý các hoạt động quảng cáo của anh.
Lay đã từng là đại sứ quảng cáo cho Huawei Nova từ năm 2015 đến 2018. Anh là đại sứ thương hiệu của hơn 20 thương hiệu, bao gồm Converse, MAC Cosmetics, Samsung Galaxy, Chaumet Paris, Valentino, Ray-Ban, Milka Chocolate và Perrier... Anh đứng đầu danh sách những thần tượng Kpop với nhiều hợp đồng quảng bá nhất.
Lay đã sáng tác và sản xuất nhiều bài hát, bao gồm "EXO 2014" của Exo và toàn bộ album solo của anh, Lose Control (EP), Lay 02 Sheep, Winter Special Gift và Namanana. Anh ấy cũng đã viết và sáng tác đĩa đơn SM Station 2015 "Monodrama". Lay đã sáng tác "Alone", bản nhạc gốc cho bộ phim hài lãng mạn năm 2015 Ex-Files 2, cũng như "Prayer", cho bộ phim hoạt hình Trung Quốc năm 2017 của anh. Anh sáng tác bài hát "Not to be Continued" của nữ nghệ sĩ Trung Quốc Mạc Văn Úy được phát hành vào tháng 5 năm 2018 cho album kỷ niệm 25 năm của cô và sau đó cho đĩa đơn đầu tay của MC Jin cùng năm. Vào tháng 4 năm 2018, anh đã giành giải thưởng "Nhà sản xuất xuất sắc nhất" tại Mười giải thưởng âm nhạc hàng đầu Trung Quốc. Anh tiết lộ trong một cuộc phỏng vấn rằng anh đã mất hơn 99 bản nhạc chưa phát hành mà anh sáng tác trong nhiều năm. Ngoài Mạc Văn Úy, anh còn sáng tác các bài hát cho Vũ Tuyền, MC Jin và La Chí Tường phát hành.

## Hoạt động từ thiện
Vào tháng 2 năm 2015, Lay tham gia "Return Home with Love cho A Thousand Miles", một dự án tình nguyện, hoạt động phúc lợi công cộng quy mô lớn. Dự án bao gồm việc cung cấp hàng cứu trợ tại chỗ cho nhân viên lao động, giúp họ trở về nhà nhanh hơn và giúp đỡ lao động kịp thời để củng cố an toàn thân thể.
Vào ngày 2 tháng 5, Lay đã thành lập quỹ riêng của mình với tên gọi "Học bổng nghệ thuật Zhang Yi" thay mặt cho việc cấp học bổng cho trường trung học cũ của mình, Trường trung học Hunan Masters, nơi anh sẽ quyên góp 100 nghìn nhân dân tệ hàng năm. Ý định của anh là khuyến khích thanh niên tài năng theo đuổi ước mơ của họ.
Vào ngày 7 tháng 9, Lay tham dự một dự án phúc lợi công cộng bóng đá trong khuôn viên trường học, "Hội nghị thượng đỉnh hy vọng". Anh đã tải một video lên tài khoản Weibo của mình, nỗ lực công khai dự án.
Vào ngày 1 tháng 2 năm 2016, Lay đã quyên góp một khoản tiền (không được tiết lộ) cho một dự án tài trợ phúc lợi công cộng chung trên Weibo để hỗ trợ các gia đình nghèo khó cho Tết Nguyên đán sắp tới.
Vào tháng 3 năm 2016, trong mùa thứ hai của Go Fighting!, Lay và các thành viên khác đã đến thăm một trường học phụ thuộc lao động nhập cư do cộng đồng ở thị trấn Chuansha Xin - Thượng Hải, tham gia "Dự án phát triển phúc lợi Go Fighting", đã quyên góp hơn 1,2 triệu nhân dân tệ thiết bị cho hơn 12 trường học trên toàn quốc.
Vào ngày 1 tháng 5, Lay đã tham gia dự án phúc lợi công cộng Youku "Thử thách phút Go Fighting" trên Weibo, nơi anh gửi lời chào đến những người bạn và gia đình trong một phút và kêu gọi công chúng bày tỏ năng lượng tích cực và quyên góp từ thiện.
Với việc quỹ riêng đã thành lập trước đây, anh đã quyên góp thêm 1 triệu nhân dân tệ và một cây đàn piano cho trường cũ của mình.
Cuối năm 2016, kết hợp với kỷ niệm 10 năm của trường cũ, Lay một lần nữa quyên góp thêm 1 triệu nhân dân tệ cho quỹ học bổng của mình.
Vào ngày 9 tháng 9 năm 2016, Lay đã tham dự Đêm từ thiện của BAZAAR Stars 2016, kết quả là anh đã quyên góp 10 xe cứu thương với trị giá lên tới 700 nghìn nhân dân tệ.
Do những đóng góp từ thiện của mình, Lay đã được Tạp chí từ thiện Trung Quốc xếp thứ 15 trong "Danh sách những người nổi tiếng từ thiện hàng đầu năm 2016 của Trung Quốc".
Vào ngày 9 tháng 9 năm 2017, Lay đã tham dự Đêm từ thiện của BAZAAR Stars 2017 và tặng 15 xe cứu thương, trị giá 1,05 triệu nhân dân tệ.
Vào tháng 1 năm 2018, anh tham gia một bộ phim phúc lợi công cộng "I'm Beside You", trong đó anh hát và sáng tác bài hát chủ đề.
Vào ngày 30 tháng 3 năm 2018, anh đóng vai trò khách mời là một nhà hồi sinh trong chương trình trò chuyện của CCTV tại Trung Quốc.
Lay xếp thứ 18 theo Tạp chí từ thiện Trung Quốc trong "Danh sách người nổi tiếng hàng đầu năm 2017 của Trung Quốc".

## Danh sách đĩa nhạc
- Lay 02 Sheep (2017)
- Namanana (2018)
- Lit (2020)
- PRODUCER (2021)

## Danh sách phim

### Phim điện ảnh
| Năm  | Phim                                           | Vai              | Ghi chú                  |
| ---- | ---------------------------------------------- | ---------------- | ------------------------ |
| 2015 | SMTown The Stage                               | Chính mình       | Phim tài liệu về SM Town |
| 2015 | Ex Files 2: The Backup Strikes Back            | Lý Tương Hách    | Vai phụ                  |
| 2015 | Oh My God                                      | Lạc Ý            | Vai chính                |
| 2016 | Go Fighting the Movie: Royal Treasure          | Trương Nghệ Hưng | Vai chính                |
| 2016 | Unexpected Love                                | HanBin           | Vai chính                |
| 2017 | Kung Fu Yoga                                   | Tiểu Quang       | Vai phụ                  |
| 2017 | The Founding of an Army - Kiến Quân Đại Nghiệp | Lô Đức Minh      | Vai phụ                  |
| 2017 | Vương quốc xe hơi 3                            | Jackson Storm    | Lồng tiếng               |
| 2018 | I'm Beside You                                 |                  | Cameo                    |
| 2018 | The Island - Sinh tồn nơi hoang đảo            | Tiểu Hưng        | Vai phụ                  |
| TBA  | Unexpected Love                                | Han Bin          | Vai chính                |

### Phim truyền hình
| Năm  | Phim                                     | Kênh                   | Vai             | Ghi chú   |
| ---- | ---------------------------------------- | ---------------------- | --------------- | --------- |
| 1998 | We the people                            | BMN:Beijing Television | Hoan Hoan       | Vai phụ   |
| 2015 | EXO Next Door                            | Line TV                | Lay             | Vai phụ   |
| 2016 | Lão Cửu Môn                              | iQiyi                  | Nhị Nguyệt Hồng | Vai chính |
| 2016 | To Be A Better Man                       | Le TV                  | Thái Minh Tuấn  | Vai phụ   |
| 2017 | Cầu hôn đại tác chiến                    | Đông Phương            | Nghiêm Tiểu Lại | Vai chính |
| 2018 | The Golden Eyes - Hoàng Kim Đồng         | Hồ Nam TV              | Trang Duệ       | Vai chính |
| 2018 | Sa hải                                   | Tencent Pictures       | Giải Vũ Thần    | Vai phụ   |
| 2019 | Empress of the Ming - Đại Minh Phong Hoa | JSBC                   | Minh Anh Tông   | Vai phụ   |
| 2020 | Challenges at Midlife                    |                        | Ninh Thứ        | Vai chính |
| 2020 | Crime Crackdown - Tảo Hắc Phong Bạo      | Tencent                | Lâm Hạo         | Vai chính |

### Chương trình truyền hình
| Năm     | Tên chương trình        | Kênh                | Ghi chú |
| ------- | ----------------------- | ------------------- | --- |
| 2012-14 | Happy Camp              | KBS                 | Khách mời cùng với EXO (21.7.2012) Khách mời cùng với EXO (06.7.2013) Khách mời cùng với EXO (07.5.2014)                                     |
| 2013    | Dancing9                | Mnet                | Khách mời cùng với Kai |
| 2013-14 | Star Chief              | Jiangsu TV          | Thí sinh tham gia |
| 2013-14 | EXO's Showtime          | MBC every 1         | Cùng với EXO |
| 2013-14 | XOXO EXO                | Mnet                | Cùng với EXO |
| 2013-14 | EXO 90:2014             | Mnet                | Cùng với EXO |
| 2013-14 | Weekly Idol             | MBC every1          | Khách mời cùng với EXO; tập 103, 108 |
| 2013-14 | Running Man             | SBS                 | Khách mời cùng với EXO; tập 171, 172 |
| 2014-15 | Running Brothers        | Zhejiang Television | Khách mời tập 4 (mùa 2) |
| 2015    | Go Fighting!            | Dragon TV           | Thành viên chính |
| 2015    | Happy Camp              | Hunan TV            | Khách mời cùng Huỳnh Hiểu Minh, Kiều Nhậm Lương (14.3.2015) Khách mời cùng dàn Cast "Oh My God" (21.11.2015)                                 |
| 2016    | Go Fighting ss2         | Dragon TV           | Thành viên chính |
| 2016    | Happy Camp              | Hunan TV            | Khách mời cùng Hoắc Kiến Hoa, Phan Vỹ Bá, SNH48 (10.9.2016)                                                                                  |
| 2017    | Go Fighting ss3         | Dragon TV           | Thành viên chính |
| 2017    | Happy Camp              | Hunan TV            | Tuyên truyền show "Singer" mùa 5, movie "Ngang qua thế giới em", movie "Trò chơi trốn tìm" (18.3.2017) Kỷ niệm 20 năm Happy Camp (15.7.2017) |
| 2018    | Idol Producer           | Iqiyi               | MC, PD, Huấn luyện viên chính |
| 2018    | Happy Camp              | Hunan TV            | Khách mời cùng dàn thực tập sinh của Idol Producer. (03.2.2018) Khách mời cùng dàn Cast "The Island". (04.8.2018)                            |
| 2018    | Go Fighting ss4         | Dragon TV           | Thành viên chính |
| 2018    | RaveNow                 | Tencent             | Cố vấn chính |
| 2019    | Idol Producer ss2       | Iqiyi               | MC, PD, Huấn luyện viên chính |
| 2019    | Happy Camp              | Hunan TV            | Khách mời cùng Lý Vinh Hạo, tuyên truyền Album "Honey" và Concert.                                                                           |
| 2019    | Go Fighting ss5         | Dragon TV           | Thành viên chính |
| 2020    | I'm CZR II              | Iqiyi               | Thành viên chính |
| 2020    | Thiếu Niên Chi Danh     |                     | MC,PD |
| 2020    | Dance Smash 2           |                     | Giám khảo |
| 2020    | Street Dance of China 3 | Youku               | Thành viên chính, đội trưởng |
| 2021    | Kim khúc thanh xuân     | Dragon TV           | Người triệu tập, nhà sản xuất |
| 2021    | Hướng về cuộc sống 5    | Hunan TV            | Thành viên chính |
| 2021    | Street Dance of China 4 | Youku               | Thành viên chính |
| 2022    | Hướng về cuộc sống 6    | Hunan TV            | Thành viên chính |
| 22023   | Hướng về cuộc sống 7    | Hunan TV            | Khách mời ( tập 1) |

## và đề cử

### Forbes China Celebrity 100
| Year | Rank | Ref.   |
| ---- | ---- | ------ |
| 2017 | 20   | [ 12 ] |
| 2019 | 11   | [ 13 ] |
| 2020 | 5    | [ 14 ] |
| 2021 | 6    | [ 15 ] |